# Tadeusz Żarski
Tadeusz Żarski herbu Starykoń, ps. „Mikołaj”, „Iskra”, „Czerwiec”, „Oskar” (ur. 29 czerwca 1896 w Piotrkowie Trybunalskim, zm. 22 lipca 1934 w Moskwie) – polski działacz socjalistyczny i komunistyczny, poseł na Sejm RP II kadencji (1928-1930) oraz nauczyciel.

## Życiorys
Był synem Józefa Żarskiego herbu Starykoń (1853-1917) i Józefy z domu Psarskiej herbu Jastrzębiec (1860-1940).
Od 1910 wraz z Zygmuntem Zarembą, Bolesławem Dratwą i Marianem Nowickim był w Piotrkowie Trybunalskim członkiem Związku Młodzieży Postępowo-Niepodległościowej. W 1911 wstąpił do PPS-Frakcji Rewolucyjnej. W latach 1912–1914 działał w PPS-Opozycji. W latach 1914–1919 ponownie w Polskiej Partii Socjalistycznej.
W latach 1914–1916 był więziony i zesłany przez władze carskie. Od 1917 został działaczem Zjednoczenia Socjalistycznego Polskiego w Charkowie oraz dziennikarzem „Jedności Robotniczej”. W 1918 powrócił do kraju; był przewodniczącym Komitetu Dzielnicowego PPS Wola.
W styczniu 1919 z ramienia PPS został wybrany członkiem Rady Delegatów Robotniczych w Warszawie; radą kierował Rajmund Jaworowski. W tym samym roku Żarski włączył się w organizowanie opozycyjnej grupy PPS w skład której wchodzili m.in. Zofia Maciejewska, Adam Landy, Jan Kwapiński, Stanisław Tołwiński i Antoni Zdanowski. Grupa krytykowała słabość rządu Moraczewskiego i postulowała oparcie działań PPS o Rady Delegatów Robotniczych. W wyniku sporów o taktykę działania w Radach, 15 marca 1919 Żarski, Kwapiński, Maciejewska i Landy zostali zawieszeni w czynnościach partyjnych przez Centralny Komitet Robotniczy. Na XVI Kongresie PPS uchylono zawieszenie, dzięki temu Żarski był delegatem na zjazd. W czerwcu 1919 doszło do rozbicia Warszawskiej Rady Delegatów Robotniczych i opuszczenia jej przez członków PPS. Żarski, odmawiając wycofania się z rady, został ponownie zawieszony w PPS.
Stał się organizatorem PPS-Opozycji. W latach 1920–1921 był członkiem Komunistycznej Partii Niemiec oraz Komunistycznej Partii Górnego Śląska.
Od 1921 działał w Komunistycznej Partii Robotniczej Polski. W 1925 został członkiem jej Biura Politycznego, a w latach 1925–1927 był członkiem Komitetu Centralnego partii. Od grudnia 1929 do sierpnia 1930 Żarski był posłem na Sejm II kadencji, po zrzeczeniu się mandatu przez Adolfa Warskiego-Warszawskiego z okręgu nr 1 Warszawa.
W maju 1930 został aresztowany za to, że w zgromadzeniu bezrobotnych wzywał do oporu wobec władzy oraz strzelał z broni palnej do policji. W latach 1930–1932 więziony. Zwolniony, we wrześniu 1932 wyjechał w ramach wymiany więźniów do ZSRR. Podjął pracę w Instytucie Światowej Gospodarki i Światowej Polityki. W 1934 miejscowa komórka partyjna zarekomendowała go do przyjęcia do Wszechzwiązkowej Partii Komunistycznej (bolszewików) WKP(b), jednak Komitet Centralny nie przyjął tego wniosku. 9 kwietnia 1934 Żarski został aresztowany przez OGPU. 28 kwietnia została aresztowana jego żona Zofia Maciejewska-Żarska. 16 czerwca 1934 Żarski został skazany na karę śmierci decyzją Kolegium OGPU, za prowadzenie działalności prowokatorskiej w Komunistycznej Partii Polski.
Stracony strzałem w tył głowy 22 lipca 1934. Pochowany na Cmentarzu Wagańkowskim w Moskwie.
Jego żona została skazana na 10 lat obozu koncentracyjnego w Gułagu, po wybuchu wojny niemiecko-sowieckiej w 1941 skazana na karę śmierci i stracona.
Zrehabilitowany 18 sierpnia 1956 postanowieniem Kolegium Wojskowego Sądu Najwyższego ZSRR.
Jego braćmi byli Mieczysław (1888-1944, legionista, inżynier leśnik, rotmistrz kawalerii, zamordowany przez ukraińskich nacjonalistów) i Witold (1899, legionista, kapitan geograf, ofiara zbrodni katyńskiej).